# EUR
L'E.U.R. Esposizione Universale di Roma (già E42 Esposizione Universale 1942) è un complesso urbanistico e architettonico di Roma.
La zona venne progettata negli anni 1930 per la costruzione della sede dell'Esposizione universale di Roma, dal cui acronimo ha assunto il nome, prevista per il 1942 ma che non ebbe mai luogo a causa dell'inizio della seconda guerra mondiale; il complesso fu completato nei decenni successivi, modificando e ampliando il progetto originario. Ospita alcuni esempi di architettura monumentale, che convivono con edifici moderni edificati nei decenni successivi, con la maggior parte degli edifici che è di proprietà della società omonima di proprietà statale.
Il toponimo è utilizzato anche per indicare il XXXII quartiere di Roma e la zona urbanistica 12A.

## Storia

### Il progetto originario
- Via Imperiale
- Parco Centrale del Lago
- Fermate della metropolitana: 

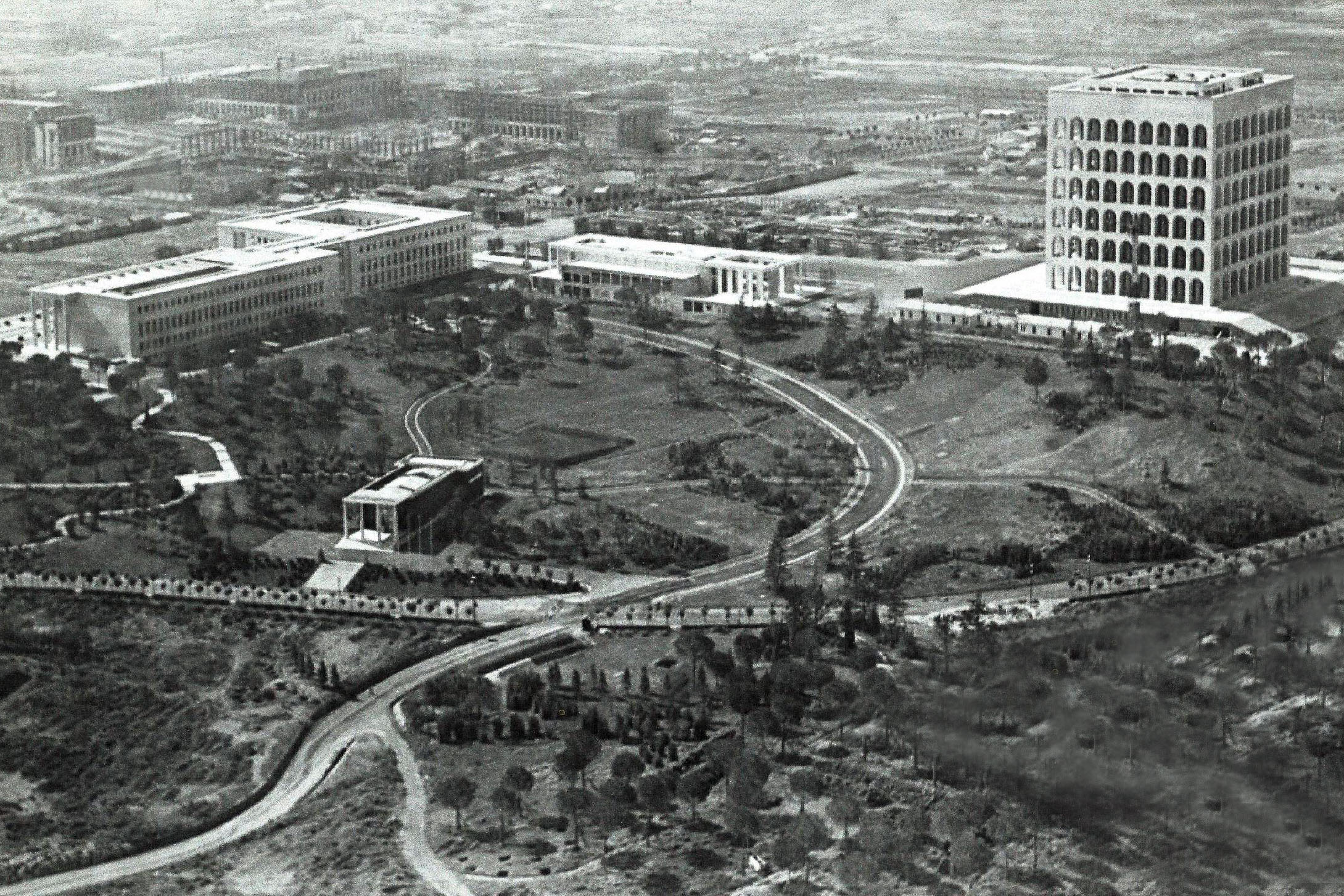
Foto aerea del quartiere in costruzione (maggio 1940)

  - Esposizione Ovest ed Esposizione Est
- Palazzi dell'INA e dell'INPS
- Palazzo degli Uffici
- Ristorante Ufficiale
- Palazzo della Civiltà Italiana
- Palazzo dei Ricevimenti e dei Congressi
- Porta e Piazza Imperiale
  - Obelisco di Marconi
  - Palazzo dell'Arte Antica
  - Palazzo dell'Arte Moderna
  - Palazzo delle Scienze
  - Palazzo delle Arti e Tradizioni Popolari
  - Cinema Teatro Imperiale
- Edificio Postale
- Palazzo delle Forze Armate
- Edificio per la Mostra della Romanità
- Chiesa dei Santi Pietro e Paolo
- Porta del Mare
- Palazzo dell'Acqua e della Luce
- Villaggio Operaio
- Istituto centrale di bonifica umana,
di ortogenesi e di terapia naturistica

Nel 1935 il governatore di Roma, Giuseppe Bottai, propose a Mussolini di candidare la capitale per la futura esposizione universale del 1942, che avrebbe permesso di celebrare i vent'anni della marcia su Roma e proporre il successo del fascismo di fronte a un pubblico internazionale. Il governo sostenne l'iniziativa con la creazione di un apposito ente autonomo - l'Ente Autonomo Esposizione Universale di Roma - presieduto dal senatore Vittorio Cini. Fu scelta la zona delle Tre Fontane, preferita per collegare idealmente la Roma imperiale, rappresentata dalle Terme di Caracalla, con il mar Tirreno lungo la via Imperiale (oggi via Cristoforo Colombo): il nuovo quartiere fu progettato per essere il terzo polo di espansione a sud-ovest della città. Questa area meridionale di Roma era estranea al piano regolatore del 1931, che richiese di adottare alcune norme per consentire la realizzazione del progetto: un'apposita commissione approvò le norme attraverso alcuni piani particolareggiati esecutivi.
Il senatore Cini propose la collaborazione di numerosi architetti italiani - Giuseppe Pagano, Luigi Piccinato, Luigi Vietti, Adalberto Libera, Gaetano Minnucci, Ernesto Lapadula, Mario Romano, Luigi Moretti - sotto il coordinamento tecnico di Marcello Piacentini, già apprezzato dal regime fascista per il suo classicismo essenzializzato. Il governatorato ebbe ingenti risorse finanziarie per gli espropri dei circa 400 ettari di estensione del progetto e la costruzione degli edifici; il progetto principale fu completato solo nel 1938. I lavori ebbero inizio il 26 aprile 1937, quando Mussolini piantò un pino romano sul luogo dove sarebbe nato il nuovo quartiere romano.
Il quartiere fu ispirato, secondo l'ideologia del fascismo, all'urbanistica classica romana, apportandovi gli elementi del razionalismo italiano: la struttura prevede un impianto vario ad assi ortogonali ed edifici architettonici maestosi e imponenti, massicci e squadrati, per lo più costruiti con marmo bianco e travertino a ricordare i templi e gli edifici della Roma imperiale. L'elemento simbolo di questo modello architettonico è il Palazzo della Civiltà Italiana, soprannominato "Colosseo Quadrato".
Tuttavia l'esposizione universale non ebbe mai luogo a causa del ritardo dei lavori di costruzione, dell'improvvisa morte del governatore Piero Colonna e dei preparativi per la partecipazione italiana alla seconda guerra mondiale: il progetto originario non fu mai portato a termine e i lavori vennero interrotti nel 1942. La maggior parte delle opere furono destinate a rimanere incompiute; altre, come per esempio il teatro sulla piazza Imperiale, non furono mai iniziate. Nonostante ciò, l'Esposizione favorì l'esecuzione di un complesso di opere e servizi che successivamente avrebbe favorito la formazione di un nuovo quartiere. Il progetto fu ridefinito e completato nei decenni successivi con edifici moderni, palazzi congressuali e architetture sportive.
Nel 1944 il territorio dell'Eur fu occupato dalle forze armate tedesche che dal mare avanzavano verso Roma e fu usato come luogo di accantonamento delle truppe; il Palazzo della Civiltà Italiana fu trasformato in officina di riparazione, mentre il villaggio operaio fu trasformato in caserma. I tedeschi avevano completamente svuotato gli edifici, in particolare avevano portato via tutta l'attrezzatura del ristorante per equipaggiare le loro mense militari; i civili svuotarono il villaggio operaio. Quando i tedeschi cominciarono la ritirata abbandonando Roma, il 2 giugno 1944, all'Eur furono sostituiti dagli alleati; dopodiché rimase vuota e inabitabile. Dell'impresa E42 nel dopoguerra rimangono solo ruderi e spazi non edificati non collegati alla città, ma è proprio da qui che riparte lo sviluppo dell'Eur, che a partire dai primi anni 1950 rappresentò il caso esemplare della ricostruzione del dopoguerra, che fu alla base della ripresa economico-sociale italiana. Il verde, grande carenza di Roma, sarebbe stata la caratteristica, la specialità dell'Eur. Dunque, un quartiere-parco, di cui occorreva potenziare le qualità urbane. Oltre all'edilizia residenziale era fondamentale il completamento degli edifici storici: furono completati l'edificio degli Uffici, il Palazzo della Civiltà Italiana, la chiesa dei Santi Pietro e Paolo, il Palazzo dei Ricevimenti e dei Congressi, una parte del complesso delle Esedre (oggi piazza delle Nazioni Unite), una parte della piazza Imperiale (oggi piazza Guglielmo Marconi), una parte del Palazzo delle forze armate, destinato ora a sede dell'Archivio centrale dello Stato, l'ex Ristorante Ufficiale, che ora ospita un bar ed uffici di Roma Capitale. Negli edifici storici di piazza Italia si insediano importanti musei: il museo della Civiltà romana, il museo delle Arti e delle Tradizioni popolari, il museo Pigorini e il museo dell’Alto Medioevo. Inoltre, venne completata la viabilità e vennero sistemate le zone parco.
Dal 1955 progettarono di trasferirsi all'Eur i ministeri delle finanze, della sanità, delle comunicazioni, del commercio estero e della marina mercantile. Arrivarono all'Eur l'Eni, l'INPS, l'Alitalia, la Esso, la Immobiliare, la SIAE, l'ICE.

### L'evoluzione contemporanea
Negli ultimi decenni il quartiere ha assunto una funzione residenziale e commerciale, grazie alla sua posizione decentrata e alla vicinanza alle principali infrastrutture per il trasporto, ospitando sedi centrali o periferiche di enti pubblici e di imprese - ministeri dello sviluppo economico, delle infrastrutture e dei trasporti, ICE, SIAE, INAIL, INPS - e privati - Confindustria, UniCredit, Poste italiane, Eni, Iliad Italia, AbbVie, Q8, Procter & Gamble, Engineering, Microsoft, Unilever, Accenture, Bristol-Myers. Nell'ottobre 2004 il quartiere ha ospitato la conferenza intergovernativa dell'Unione europea. Gli ultimi progetti di riqualificazione hanno contribuito alla progettazione di nuovi edifici architettonici, come il Nuovo Centro Congressi, noto come Nuvola, su progetto di Massimiliano Fuksas.
In occasione delle Olimpiadi di Roma del 1960, l'EUR ha subito un ulteriore sviluppo urbanistico e architettonico che ha fatto decollare l'immagine pubblica del quartiere, proseguito poi fino ai giorni nostri. Con la fine degli anni 1960 si conclude il primo lungo ciclo evolutivo dell'Eur, coincidente con la ripresa e il suo rilancio come istituzione pubblica dalla riconosciuta funzione di centralità. Oggi l'EUR è sede del più importante polo finanziario e terziario della capitale e tra i maggiori d'Italia con la presenza di numerose sedi di banche italiane quali UniCredit, BNL, Fideuram - Intesa Sanpaolo Private Banking, Poste italiane oltre alla presenza di palazzi e uffici pubblici e privati (INPS, Ministero dello sviluppo economico, Ministero della salute, Eni, ecc.) e un polo museale, risultando oggi l'area più attiva della capitale dal punto di vista economico.
Nell'ottobre del 2021 il quartiere ha ospitato il G20, che si è svolto al Nuovo Centro Congressi.

## Proprietà degli immobili
Gran parte del patrimonio mobiliare e immobiliare del quartiere è di proprietà di EUR S.p.A. (già Ente EUR), partecipata al 90% dal Ministero dell'economia e delle finanze e al 10% da Roma Capitale.
L'Ente Autonomo Esposizione Universale di Roma gestisce l'organizzazione del quartiere in parziale autonomia dal Comune di Roma. Istituito con legge del 26 dicembre 1936, n. 2174, è stato in seguito trasformato in società per azioni.

## Galleria d'immagini

Marzo 1940: la fermata metro di fronte al futuro lago in avanzato stato di scavo, in secondo piano l'ufficio postale in costruzione.
Il sito nel 1953, con alcuni edifici in costruzione.
Il sito nel 1956, con gli edifici in gran parte completati.
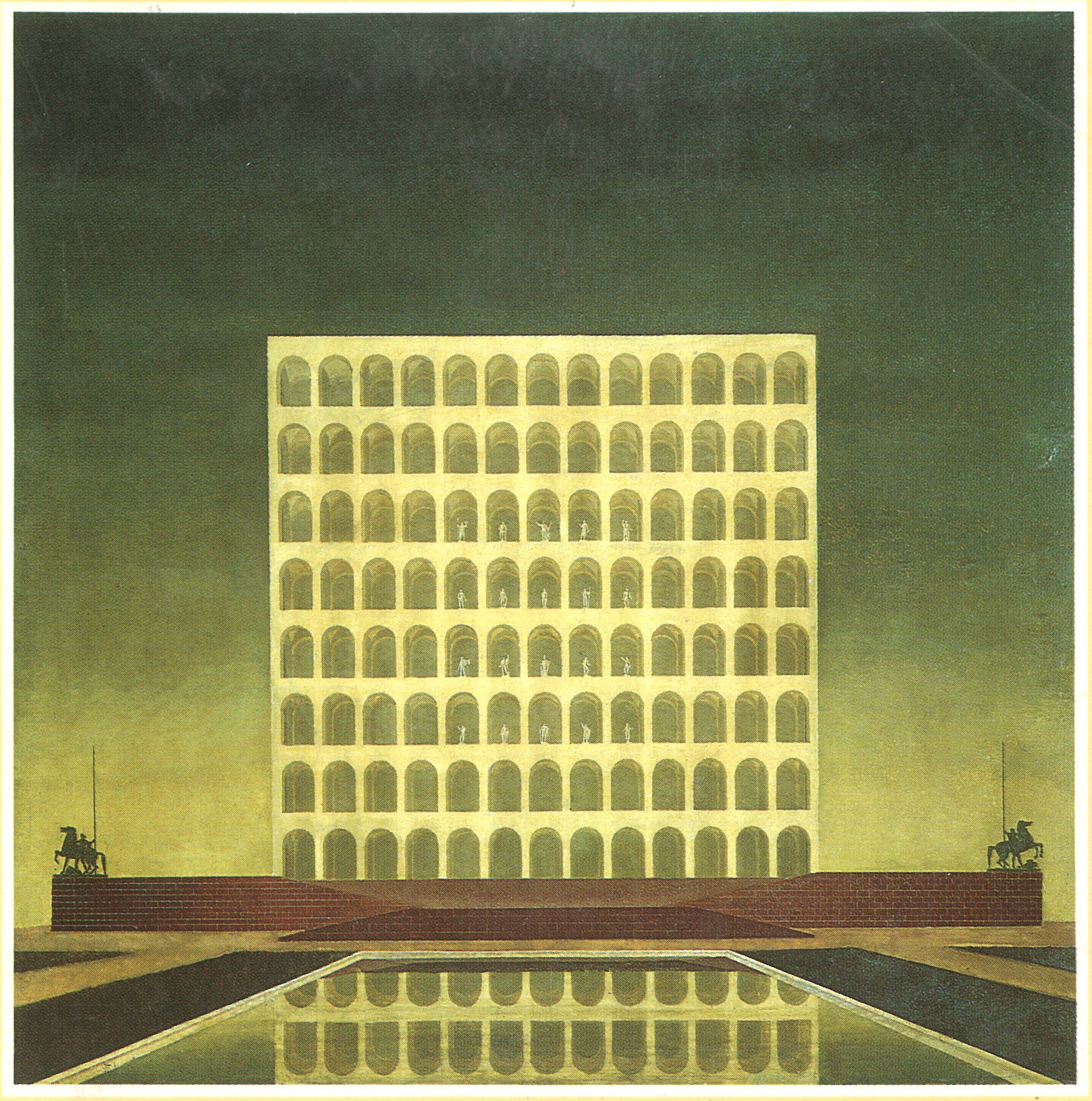
Bozzetto di Ernesto Lapadula per il Palazzo della Civiltà Italiana.
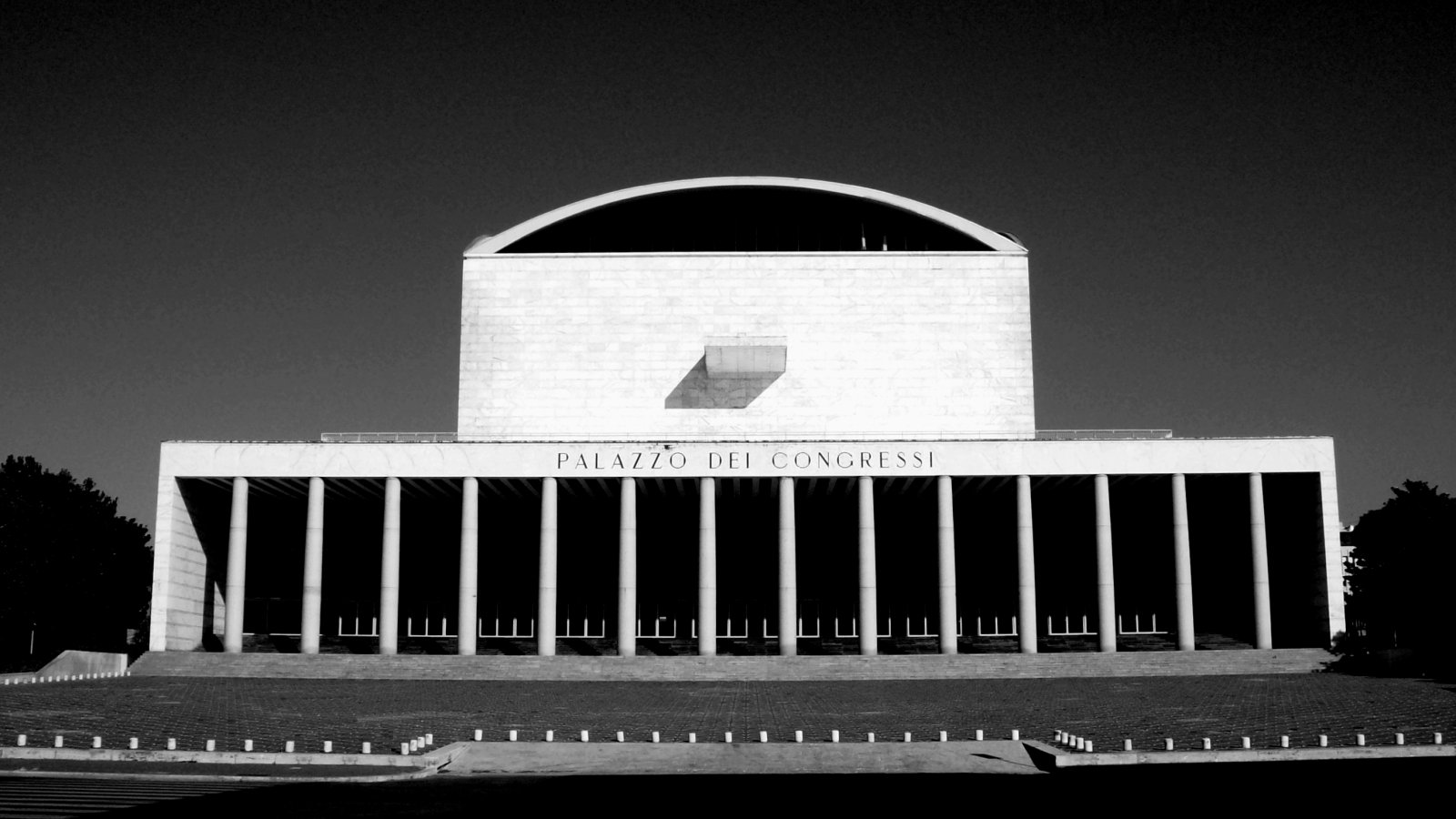
Il Palazzo dei Ricevimenti e dei Congressi.
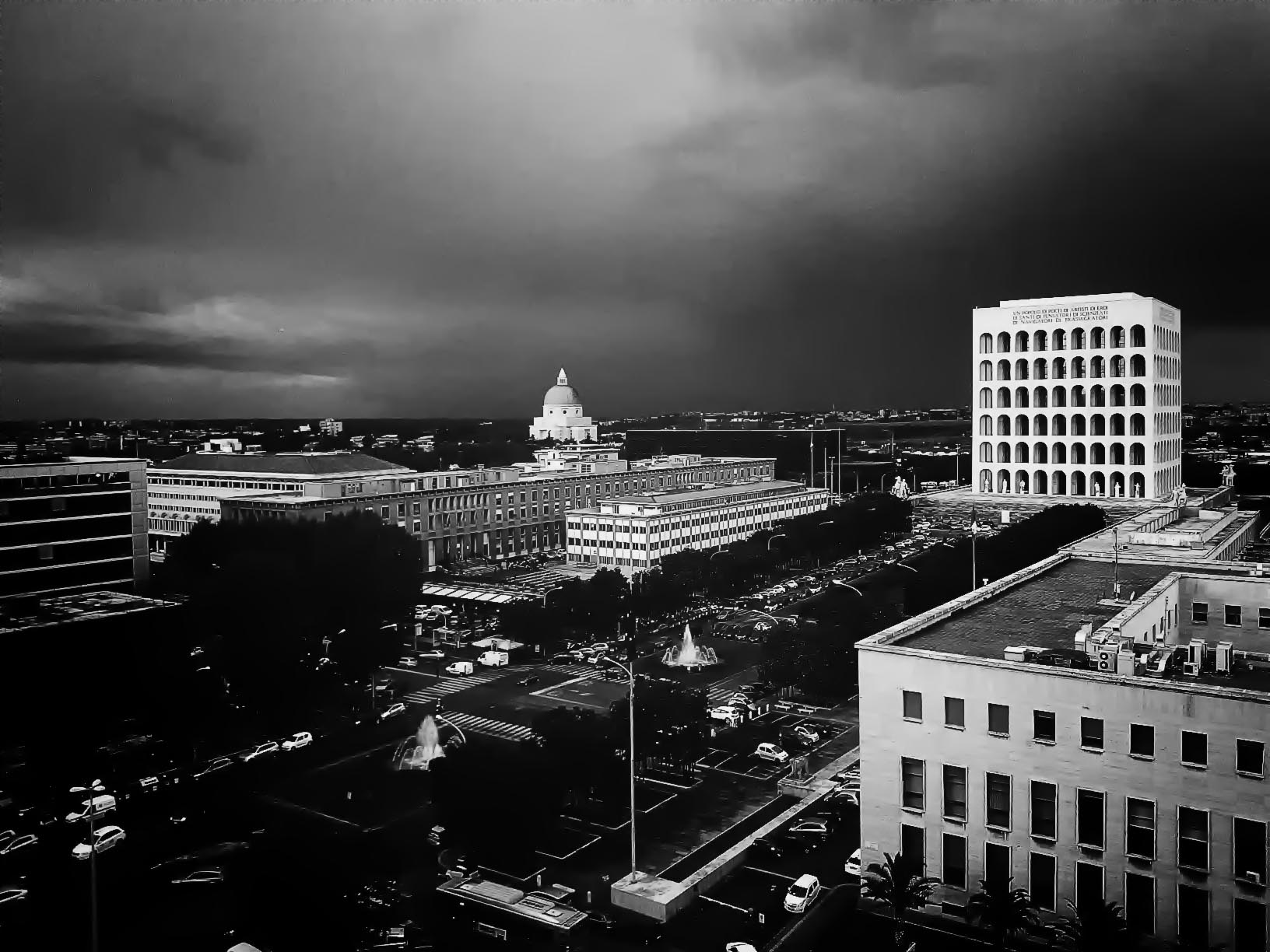
Vista panoramica dell'EUR nel 2012.